# Protogeometrische Periode
Als protogeometrische Periode bzw. protogeometrische Zeit wird in der klassischen Archäologie die Zeitspanne ca. 1050/00–900 v. Chr. im griechischen Raum bezeichnet. Sie stellt die erste Epoche der Eisenzeit dar, die die Späte Bronzezeit (= Späthelladikum auf dem griechischen Festland, ca. 1600–1050 v. Chr.) ablöst. 
Die Protogeometrische Zeit liegt zwischen der mykenischen Zeit und der geometrischen Periode. Benannt ist sie nach der charakteristischen Keramik (protogeometrische Keramik), die mit vielen geometrischen Mustern bemalt ist. Die protogeometrische Zeit gehört zu den sogenannten Dunklen Jahrhunderten. Auch wenn Eisen bereits als Werkstoff verwendet wird, ist es noch selten und sehr kostbar, vor allem zu Beginn dieser Periode. Die Funde aus Protogeometrischer Zeit stammen zum allergrößten Teil aus Gräbern, wobei der Kerameikos-Friedhof in Athen zu den Nekropolen gehört, in denen die meisten Funde aus protogeometrischer Zeit ans Licht kamen. Bisher sind nur wenige protogeometrische Siedlungen archäologisch gut erforscht. Zu den wichtigsten gehören dabei Lefkandi auf Euböa und Nichoria in Messenien.